# Elliott Reid

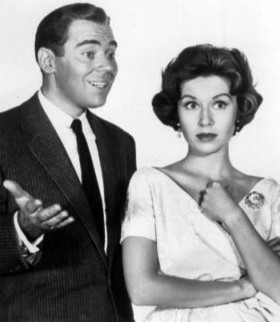
Reid con la actriz Pat Crowley en un episodio de Goodyear Theatre en 1959.

Elliott Reid (16 de enero de 1920 - 21 de junio de 2013) fue un actor estadounidense de Nueva York.

## Carrera
Edgeworth Blair Reid nació el 16 de enero de 1920, es hijo de Christine Challenger Reid, artista, y Blair Reid, banquero.
En 1935 debutó en el programa de radio The March of Time, que le llevó a trabajar regularmente en dramas de radio durante la época dorada de la radio. Desde el principio tomó "Elliott" como su nombre artístico. Sus créditos incluyen, entre otros, direcciones escénicas y producciones de radio de Orson Welles, como The Mercury Theatre on the Air y también actuó en Cavalcade of America, Theatre Guild on the Air y CBS Radio Mystery Theater. En algunas de las primeras representaciones fue acreditado como "Ted Reid."
El papel de la película más conocida de Reid fue como Ernie Malone, detective privado contratado para espiar al personaje de Marilyn Monroe, sólo para luego convertirse en el interés amoroso de Jane Russell, en el clásico de la 20th Century-Fox, Gentlemen Prefer Blondes (1953). Variety elogió su actuación y la de Tommy Noonan, citando "Reid y Noonan se llevaron los muy bien los lugares románticos malos".
Fue miembro de The Actors Studio desde sus inicios, y un personaje regular en la cadena de televisión NBC en el programa That Was the Week That Was (1964-1965) y tuvo apariciones especiales hechas en Murder, She Wrote, The Odd Couple, I Love Lucy, Barney Miller, Small Wonder, Perry Mason y Los Munsters.
Entre sus habilidades especiales, Elliot Reid fue también un impresionista realizado. Llegó a ser tan famoso con su imitación de JFK que en 1962 fue invitado a presentarse ante el mismo John F. Kennedy. El presidente quedó muy contento.
Elliott Reid murió de insuficiencia cardíaca el 21 de junio de 2013, a la edad de 93 años. Él había vivido en un centro de asistencia en Studio City, según su sobrino, donde había estado viviendo durante los últimos años.

## Filmografía seleccionada
- Young Ideas (1943)
- The Story of Dr. Wassell (1944)
- A Double Life (1947)
- Sierra (1950)
- The Whip Hand (1951)
- Vicki (1953)
- Gentlemen Prefer Blondes (1953)
- Woman's World (1954)
- Design for Loving, episodio de la serie Alfred Hitchcock Presents (1958)
- Inherit the Wind (1960)
- The Absent-Minded Professor (1961)
- The Thrill Of It All (1963)
- Son of Flubber  (1963)
- Who's Been Sleeping in My Bed? (1963)
- Move Over Darling  (1963)
- The Wheeler Dealers (1963)
- Follow Me, Boys! (1966)
- Blackbeard's Ghost (1968)
- Some Kind of a Nut (1969)
- Heaven Can Wait (1978)
- Young Einstein (1988)